# Tantilla oaxacae
Tantilla oaxacae – gatunek słabo znanego węża z rodziny połozowatych (Colubridae). Endemit Meksyku.

## Systematyka
Węże tego gatunku zaliczane są do rodziny połozowatych, do której zaliczano je od dawna. Starsze źródła również umieszczają Tantilla w tej samej rodzinie Colubridae. Używają jednak dawniejszej polskojęzycznej nazwy wężowate czy też węże właściwe, poza tym Colubridae zaliczają do infrapodrzędu Caenophidia, czyli węży wyższych. W obrębie rodziny rodzaj Tantilla wchodzi w skład podrodziny Colubrinae.

## Rozmieszczenie geograficzne
Tantilla oaxacae zaliczyć można do endemitów, zamieszkuje bowiem tylko jeden stan Oaxaca w Meksyku.
Jego siedliska znajdują się w górach na średnich wysokościach. Wąż zamieszkuje lasy wilgotne klimatu podzwrotnikowego oraz niżej położone rejony suchych i wilgotnych lasów górskich.

## Zagrożenia i ochrona
Dokładna liczebność węża nie została ustalona, podobnie jak trendy populacyjne.